# Lampa (Perú)
Lampa es una ciudad peruana capital del distrito y de la provincia homónimos, ubicada en el departamento de Puno. Es conocida como "La ciudad rosada", por el tradicional color de sus casas o "La ciudad de las siete maravillas", por su gran patrimonio arquitectónico. Las calles y plaza de la zona monumental de Lampa fueron declarados monumentos históricos del Perú el 28 de diciembre de 1972 mediante el R.S.N.º 2900-7Z-ED.

## Población
- 14.780 habitantes. a 15000

(no está definido aun)

## Geografía
- Altitud: 3.930 m s. n. m.
- Latitud: 15°21′ S
- Longitud: 70°22′ O

### Clima
| Parámetros climáticos promedio de Lampa | Parámetros climáticos promedio de Lampa | Parámetros climáticos promedio de Lampa | Parámetros climáticos promedio de Lampa | Parámetros climáticos promedio de Lampa | Parámetros climáticos promedio de Lampa | Parámetros climáticos promedio de Lampa | Parámetros climáticos promedio de Lampa | Parámetros climáticos promedio de Lampa | Parámetros climáticos promedio de Lampa | Parámetros climáticos promedio de Lampa | Parámetros climáticos promedio de Lampa | Parámetros climáticos promedio de Lampa | Parámetros climáticos promedio de Lampa |
| Mes                                     | Ene.                                    | Feb.                                    | Mar.                                    | Abr.                                    | May.                                    | Jun.                                    | Jul.                                    | Ago.                                    | Sep.                                    | Oct.                                    | Nov.                                    | Dic.                                    | Anual                                   |
| --------------------------------------- | --------------------------------------- | --------------------------------------- | --------------------------------------- | --------------------------------------- | --------------------------------------- | --------------------------------------- | --------------------------------------- | --------------------------------------- | --------------------------------------- | --------------------------------------- | --------------------------------------- | --------------------------------------- | --------------------------------------- |
| Temp. máx. media (°C)                   | 17.1                                    | 16.5                                    | 16.5                                    | 16.7                                    | 16.3                                    | 16.1                                    | 15.7                                    | 17.2                                    | 17.7                                    | 19                                      | 19.2                                    | 17.6                                    | 17.1                                    |
| Temp. media (°C)                        | 10.2                                    | 9.9                                     | 9.8                                     | 8.9                                     | 7.5                                     | 5.9                                     | 5.3                                     | 6.7                                     | 8.5                                     | 9.8                                     | 10.3                                    | 10.3                                    | 8.6                                     |
| Temp. mín. media (°C)                   | 3.3                                     | 3.4                                     | 3.1                                     | 1.2                                     | -1.3                                    | -4.2                                    | -5.1                                    | -3.7                                    | -0.7                                    | 0.6                                     | 1.4                                     | 3.1                                     | 0.1                                     |
| Fuente: climate-data.org                |                                         |                                         |                                         |                                         |                                         |                                         |                                         |                                         |                                         |                                         |                                         |                                         |                                         |

## Creación y Poblamiento
Se creó como provincia del departamento de Puno el 21 de junio de 1825, actualmente se celebra su aniversario en esta fecha 21 de junio de cada año
Títulos:
- Benemérita la provincia de Lampa y Leal Villa su capital; dado por Ley del 4 de junio de 1828.

- Ciudad título conferido por Resolución Legislativa de fecha 24 de diciembre de 1870.
- Ciudad Monumental título dado por Ley 2900 del 28 de diciembre de 1972

## Lugares de interés

### Templo de Santiago Apóstol

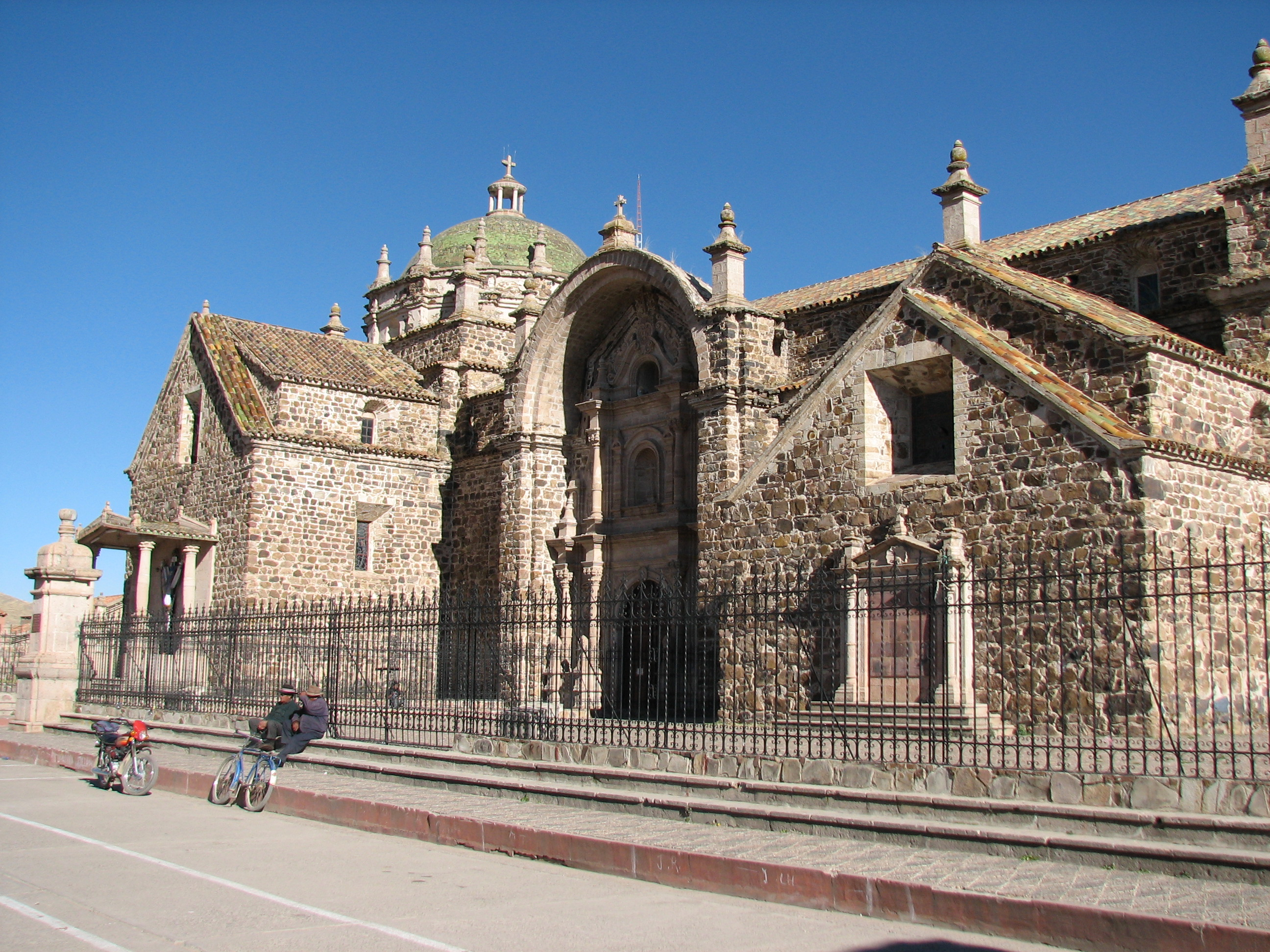
Iglesia de Santiago Apóstol.

Existe en el Archivo General de Indias en Sevilla, un documento importante que indica que el templo original fue construido entre 1675 y 1685 casi en su totalidad bajo la dirección del Licenciado Francisco de Goyzueta Maldonado; quien de acuerdo a su declaración invirtió en la construcción 30 mil pesos de su propio peculio. (Archivo General de Indias, Signatura: LIMA, 258,N.8). Goyzueta Maldonado fue un sacerdote arequipeño que después de servir en la catedral de Arequipa y el curato de San Pedro de Tacna fue nombrado cura propietario de la Doctrina de Santiago de Lampa y Calapuja, en aquel entonces dependiente del Obispado del Cusco. Construyó igualmente desde sus cimientos la iglesia del pueblo de Calapuja. Finalmente Goyzueta fue promovido como Dean en la catedral de la Ciudad del Cusco, donde además fue su Chantre y Comisario subdelegado de la Santa Cruzada.  
Dentro de las imágenes del templo está la imagen de la Virgen de la Inmaculada Concepción, hecha en yeso y traída de España, entre los años 1792 a 1795 (fines del siglo XVI) con el nombre de Virgen del Pilar. Inicialmente su traslado se realizó en un bergantín y luego a lomo de bestia desde el puerto de Valparaíso (Chile) con destino al Cuzco. Cuenta la tradición que a su paso (obligado) por Lampa, descansó la imagen en el pueblo, pero al querer reiniciar el viaje, era tal el peso que optaron por dejarla en este apacible terruño, interpretándose que era voluntad de la imagen quedarse, por lo que la relacionaron con Santiago Apóstol como patronos, según indican las crónicas. Es de destacar también que luego del incendio que sufriera el templo, una vez restaurado especialmente el Altar Mayor, cambia de nombre por el de "Inmaculada Concepción de María" quien sustituirá a la imagen del Patrono Santiago Apóstol, que antes se ubicaba en dicho Altar.
En 1924 el templo, que no contaba con pararrayos, fue afectado por un rayo que cayó en el camarín de la Virgen y le dañó el rostro y parte del busto. Don Ernesto La Torre devoto de la Virgen la hizo trasladar hacia Arequipa donde la restauraron al cabo de dos años. De vuelta a casa el pueblo se apostó en el lugar denominado "Liphi Kachi" (recodo de la Posta) y ahí fue recibida por su similar de Santiago apóstol y la vecindad, devotos y fieles.
El 18 de enero de 1994 la imagen sufrió una rajadura en el cuello por negligencia del sacristán, la restauración lo hizo el artista plástico don Salvador Figueroa, y la aprobó luego un técnico de la Dirección de Restauración del INC del Cusco. Actualmente se le siguen atribuyendo milagros y bendiciones a propios y extraños que concurren al templo y el día central de su culto es el 8 de diciembre, siendo esta una de las fiestas más importantes de Lampa.
El templo tiene también una réplica de "La Piedad" de Miguel Ángel, así como valiosas pinturas pertenecientes a la Escuela Cusqueña. Hay además esculturas de yeso en tamaño natural de Santiago Apóstol, la representación de La Última Cena y, en el altar, la representación del Señor Jesucristo hecho en cuero de vaca único en América, conociéndose que otra imagen similar solo existe en Pamplona España.

### Otros atractivos
Otro de los atractivos de Lampa que llama a la curiosidad del turista es "El Juego de la Oca" diseñado con piedras en el patio de una de las casas ubicada frente a la Plaza.
El Distrito de Cabanilla posee un templo de corte colonial diseñado en piedra similar al de Lampa, venerándose a la Virgen del Rosario el segundo domingo de octubre de cada año; fue traída desde Valladolid España en el año 1565, primero se asentó en la Hacienda de Leque-Leque (Santa Lucía) de propiedad de la familia Romero, para luego ser trasladada hacia el Distrito de Cabanilla propiamente dicho por las familias Morodíaz y Romero, por los años de 1850. Se encuentra ubicado en la parte céntrica del distrito haciendo juego con la hermosa construcción de la Torre hecha de piedra sillar. En este templo también existen catacumbas y pasajes secretos que, se cree conduzcan a la ciudad de Lampa y al distrito de Cabana.

### Restos arqueológicos
- Las chullpas de Sutuca, Tarucani, Tacara, Huayta (época Inka), Ccatacha, etc.
- Las fortalezas o pukaras de Aukyni, Pukarani (Nicasio), Lamparaquen.
- El Templo y Adoratorio Pre-Inka de "Ikinitu Apu" en el Distrito de Calapuja, con sus tres plataformas superpuestas además de estar rodeado de una imponente muralla pétrea.
- Las cuevas de Rivera de Coylata, la cueva de Antalla (Paratía), la cueva de Lenzora o también denominada la "Cueva del Toro" donde se puede apreciar arte rupestre en bajo relieve (camélidos, humanos, felinos, etc.). Cerca de ella también se puede apreciar un panel con figuras de camélidos los cuales se hallan a la intemperie.
- También existe una ciudadela en el Distrito de Cabanilla, llamada "Pucarilla" perteneciendo esta fortaleza al periodo "Kolla".

## Fundación
El 25 de julio de 1678, el R.P. Jesuita Francisco Goyzueta por orden de la rey Carlos II de España fundó la ciudad de Lampa con el nombre de Santiago de Lampa.
Actualmente cada 25 de julio se celebra el día de Santiago Apóstol “Tata Santiago”, patrono de la ciudad, nombre también del majestuoso templo que se levanta entre las plazas de Armas y Grau. En esta fecha se congregan todas las comunidades (antiguos ayllus) pertenecientes a la provincia de Lampa e instituciones que acompañan en procesión la imagen de Santiago, cada cual con su respectivo santo, y su respectiva música llamada “pitubanda” (música a base de bombo, tambor y quenas). La misa es celebrada por el obispo de Puno quien resalta en su homilía la importancia y el significado de Santiago Apóstol, que montado en su caballo y con su espada lleva estos símbolos para reafirmar la fe en Dios. La festividad concluye con tres días de corridas de toros en la plaza Arenas del Río Lampa.
El profesor Uriel Frisancho Portugal difundió el acta de fundación de Santiago de Lampa que se habría llevado a cabo el 25 de julio de 1678 en los siguientes términos:
“Vecindad de Lampa, hoy nos hemos reunido con motivo de dar cumplimiento a la disposición de la Corona Española y sus representantes en el Perú, para que este territorio conocido como Lampa y por otros como “Kámpac”, sea desde esta fecha declarada como Fundada por los Españoles bajo la protección y advocación de Santiago Apóstol, declarando así mismo al pueblo como Católico y seguidor de Jesucristo Hostia Sagrada. Por lo tanto lo declaro Fundada por su Majestad, los Reyes de España como Lampa de Santiago. Amen. Finalmente Os invoco festejar este merecido tratamiento pues Lampa se lo ha logrado por mérito propio. Queda ejecutado y consentida. Gracias por su atención al acto. Disfrutadla como os parezca. Divertíos pero sin excesos que Santiago Apóstol y nuestro creador os protejan”.
Luego se pasó a la clásica repartición de los solares para los locales públicos y de los vecinos. 
En este mismo sentido, el arqueólogo Roberto Ramos Castillo indica: “El pueblo de Lampa tal como se pronuncia y lo conocemos actualmente, se denominaba “Santiago de Lampa” como queda evidenciado en un documento del siglo XVII cuyo texto es el siguiente: “El pueblo de Santiago de Lampa provincia y corregimiento del mismo nombre, en 27 días del mes de octubre de 1616; Don Mateo de Suero y Gonzales Juez nombrado para la visita de esta provincia y la de Azángaro y Paucarcolla, por el licenciado Don Juan Bravo del Consejo de su Majestad, y su oidor alcalde de su corte Real Audiencia de Charcas”; nótese que Lampa en 1616 pertenecía a la Audiencia de Charcas, Virreinato de Buenos Aires.

## Monumentos y lugares de interés

### Templo colonial
Cuya torre se encuentra a 10 metros aislado de todo el bloque, en el interior de la iglesia los altares laterales, púlpitos y los cuadros de la Escuela Cusqueña son tallados de madera, el piso y los laterales menores de mármol, toda la construcción es de calicanto, sillar, cal y cemento; con techo de tejas enlozadas; se construyó entre los años 1675 – 1685. Lampa Perú.

### Capilla de la piedad
Construida semejante a una de las portadas del templo, ubicada y unida en un lado al templo, está revestida con mármol traído de Carrala (Italia); en el interior aprovechando el osario artísticamente se construyó un domo en cuya cúpula se encuentra la réplica de “La Piedad” de aluminio, obra cumbre del escultor Miguel Ángel, las paredes interiores adornadas con calaveras y esqueletos humanos.

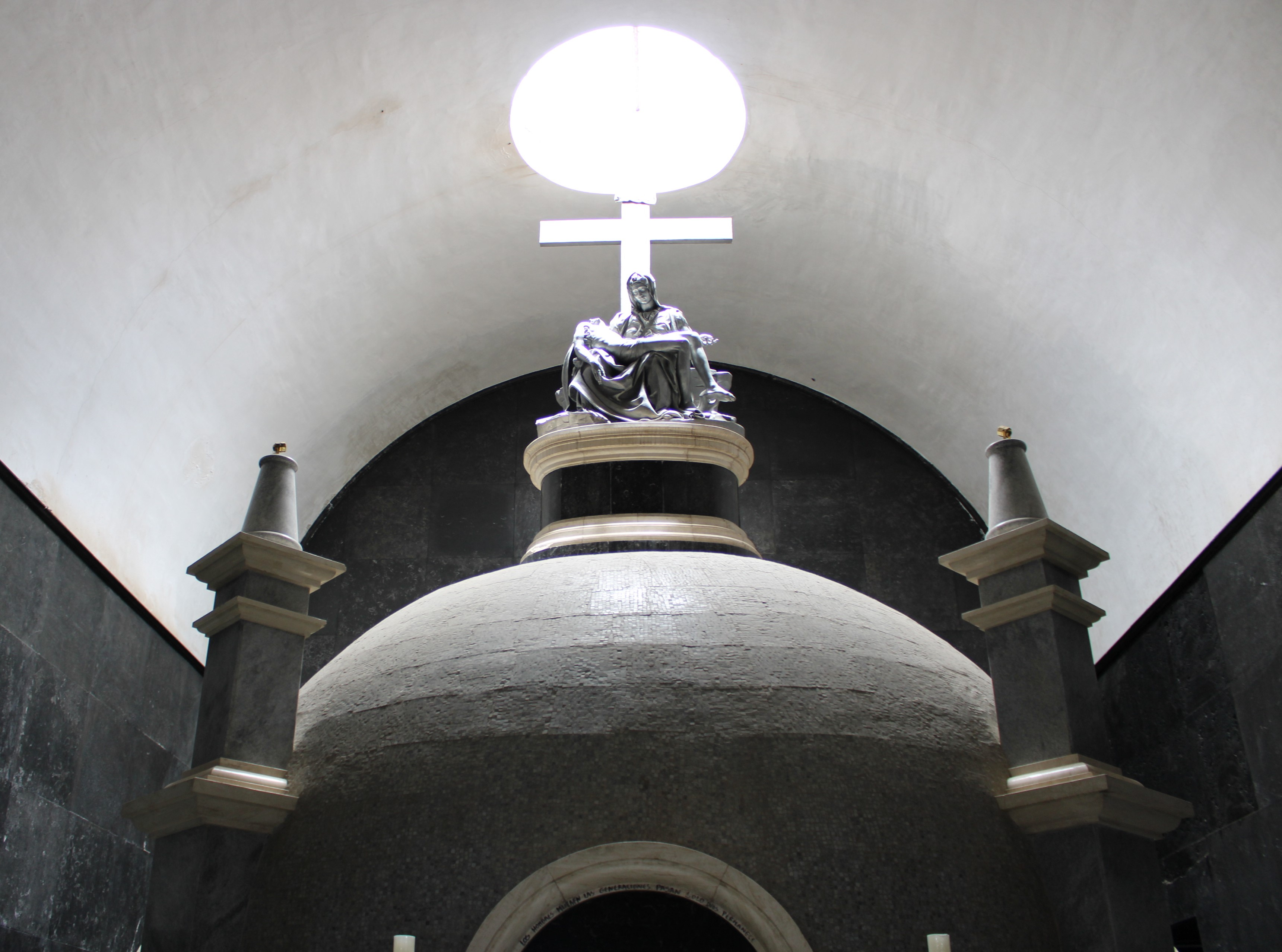
Cúpula con la copia de La Piedad de aluminio
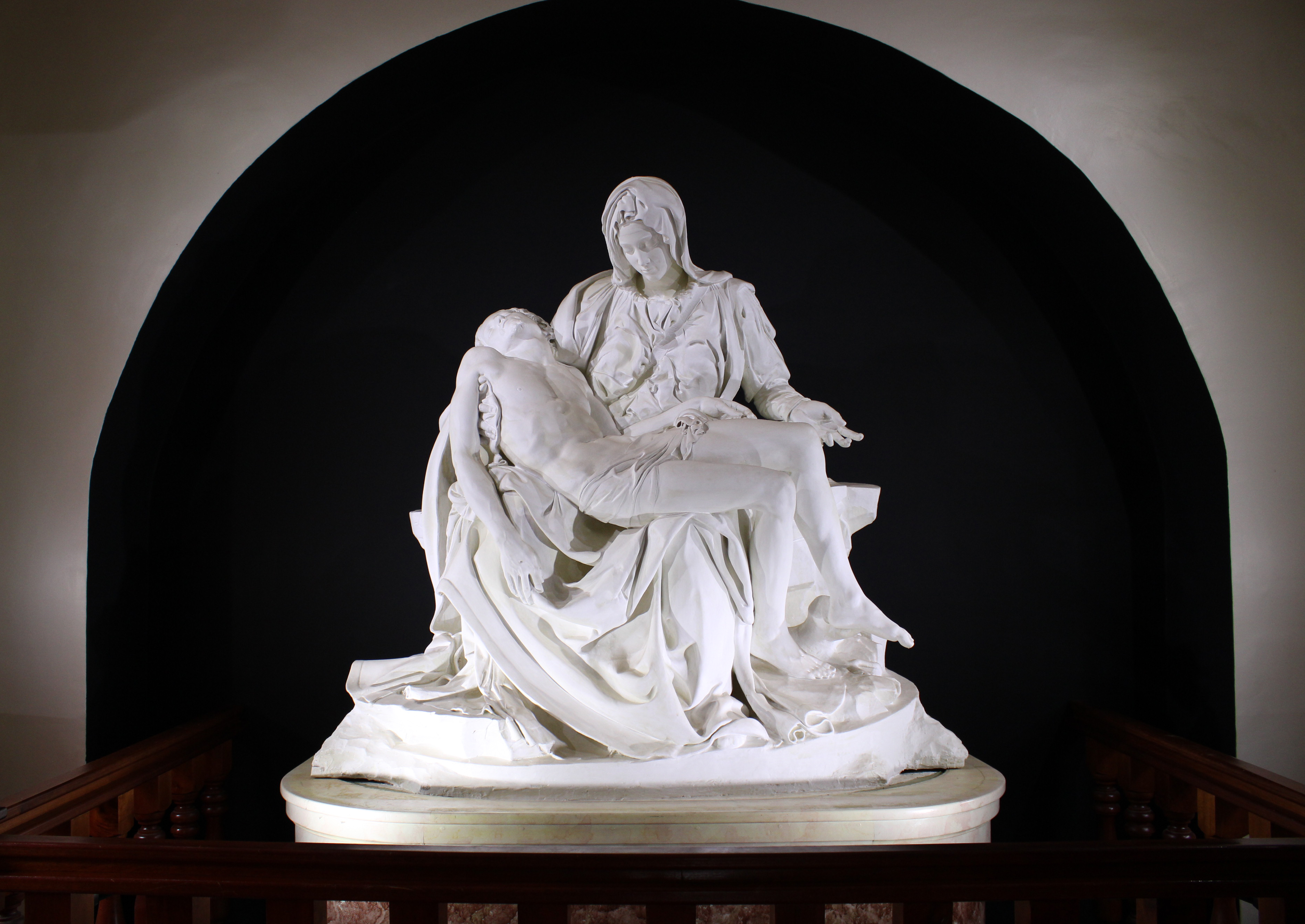
Réplica de mármol autorizada por el Vaticano
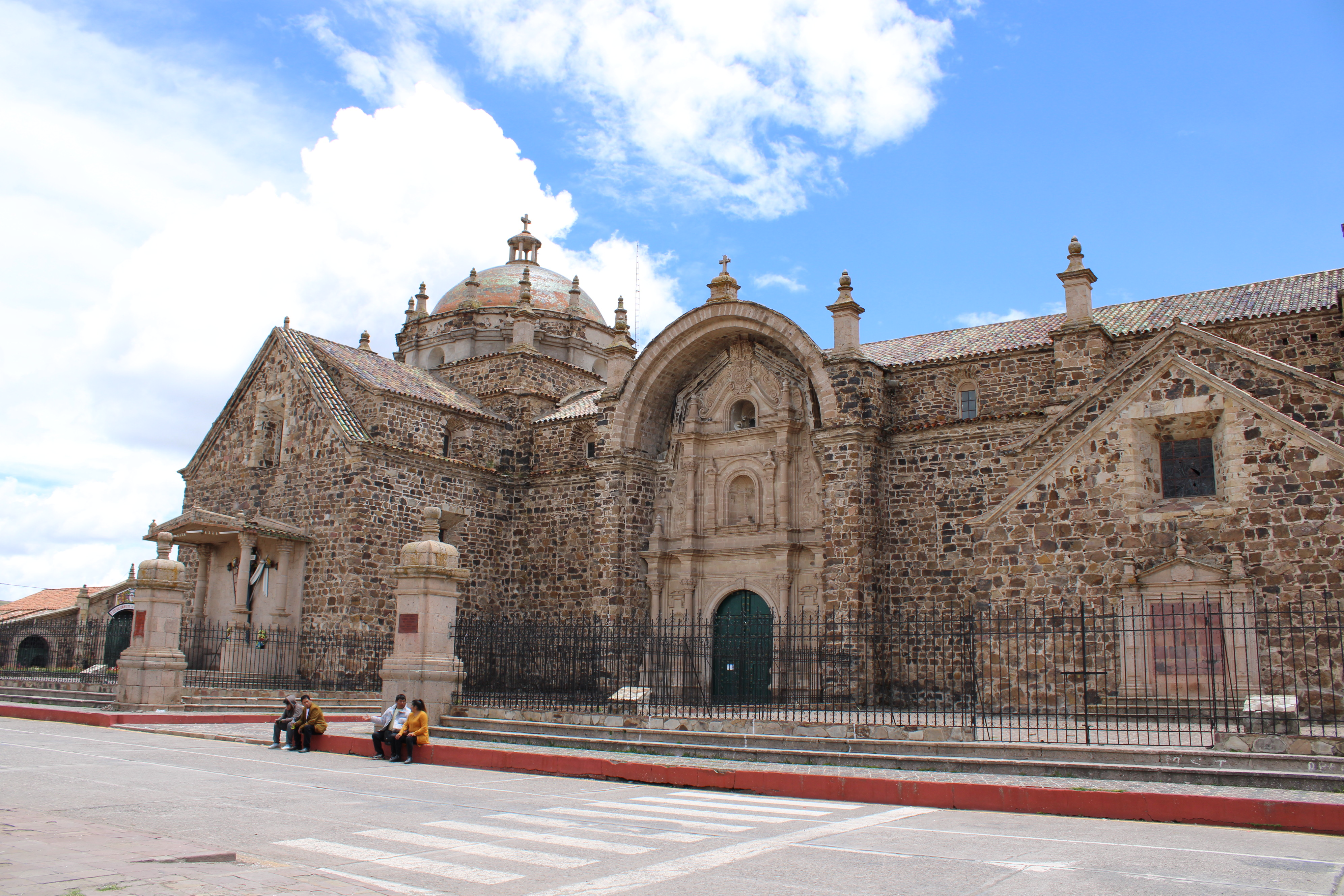
Templo de Santiago Apóstol
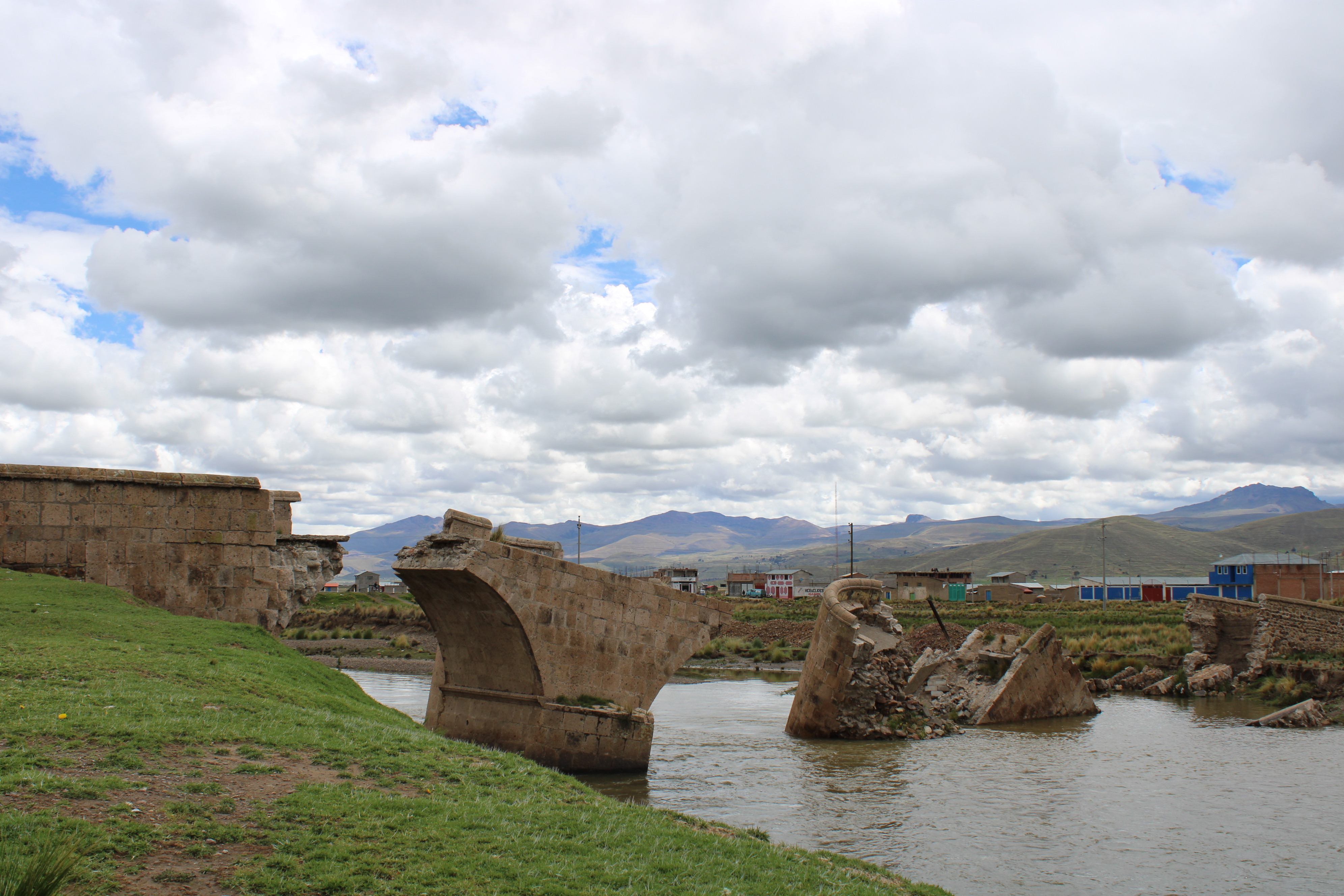
Puente colapsado
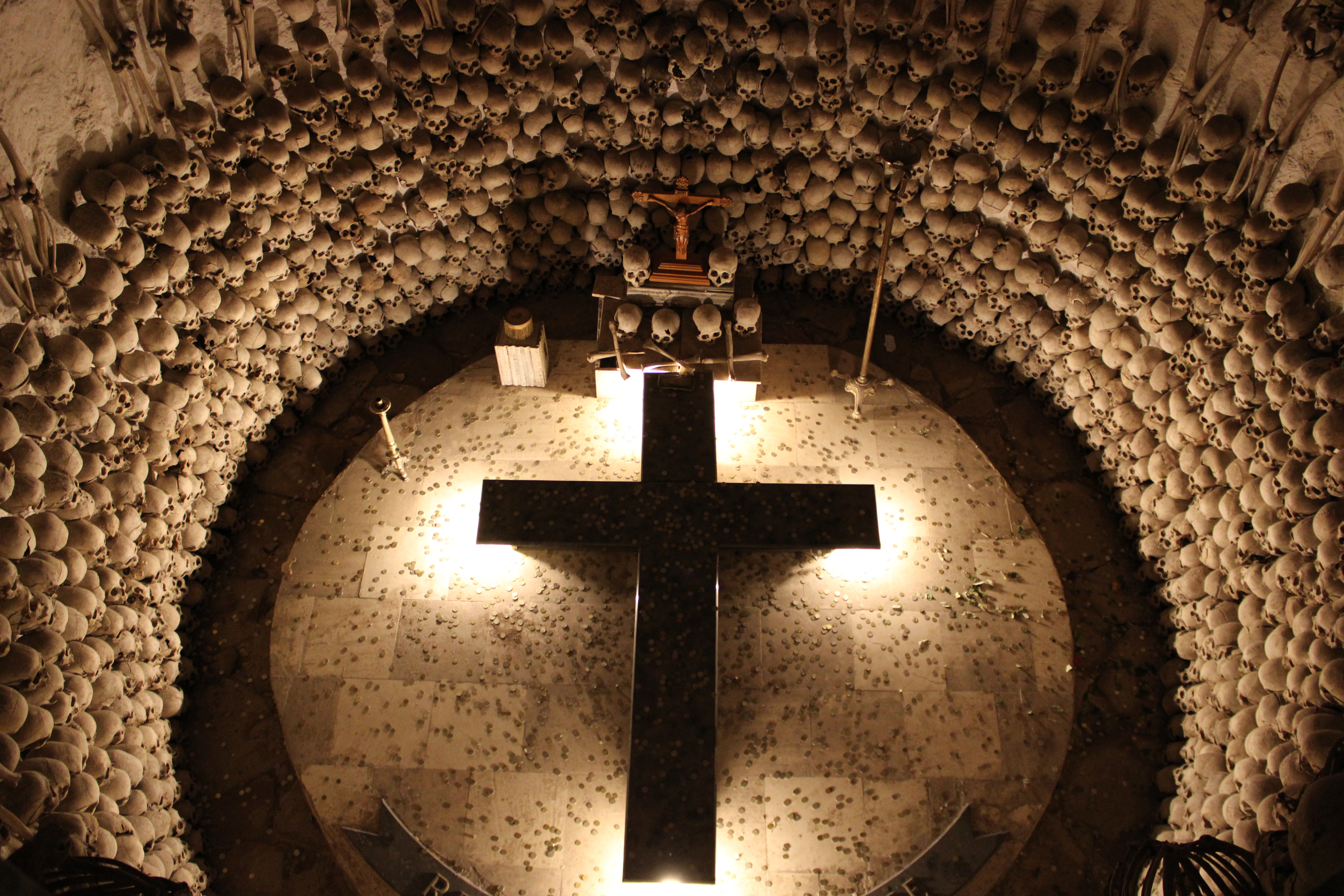
Osario dentro del templo de Santiago Apóstol

### Puente Republicano
Se encuentra muy cerca a la población, artísticamente construido de piedra sillar con tres arcos, es un sitio estratégico desde donde se divisan el pintoresco volcán apagado “Coachico Apu”, "Philinco" y el "Pirwany" pertenecientes a la cadena montañosa de la Cordillera de los Andes y el panorama de la ciudad rosada llamada así por el techo de tejas de sus casas y las paredes pintadas con barro de color rojo.

### Palacio municipal
Es imponente a la vista de todos con su reloj en el torreón al medio del frontis del local con sus dos pisos, los corredores y las ventanas en arco; abarca toda la manzana y la puerta principal da a la plaza de armas. En unión de los compartimientos del primer piso se encuentra la auténtica réplica de la Piedad, que es de yeso, traída desde la Ciudad del Vaticano. En este lugar también se encuentra el Museo y la Biblioteca Municipal, que fuera en su mayoría esta última donación del Filántropo Ing. Enrique Torres Belón.

## Historia de las Calles de Lampa
El polifacético Don Roberto Ramos Núñez, en su "Monografía de Lampa" del año de 1967, en las páginas 17 y 18; indicaba: "Tenemos a la vista un plano del año 1859, mandado levantar por orden del Alcalde Provincial...", de cuyas carillas extraemos los siguientes datos sumamente valiosos que, deberían de haber sido conservados por ser parte del pasado histórico de la "Leal Villa de Lampa".
Cabe destacar también que hoy en día algunas de estas calles todavía conservan sus nombres originales, otras drásticamente fueron cambiadas. Así tenemos:
- La calle "El Triunfo" hoy se llama F. Bolognesi, en recuerdo a nuestro héroe.
- Calle "Cural", hoy Alfonso Ugarte.
- M. S. Ugarte, no ha cambiado de nombre, es un recuerdo de un arequipeño que combatió el 2 de mayo de 1866, al lado de los lampeños Pablo Ricardo Ramos y Mariano Montesinos.
- "Municipalidad", llamada así, porque en esa calle funcionaba la Municipalidad, hoy llamada Espinar.
- "Calle Martillo", hoy Gálvez.
- Calle "Junín", ahora M. Pardo.
- "Ayacucho", ahora calle B. Aguirre, del mercado hacia el Norte.
- Calle "Motoni", hoy J.M. Ríos, en recuerdo del héroe lampeño, de la calle Bolognesi hacia el Este.
- Calle "Pomasi", hoy J.M. Ríos, desde el ángulo que forma con la calle Bolognesi hacia el Oeste, a la salida de las minas de Pomasi. Esta calle también se llamaba "Calle Ancha".
- Calle de "Los Tambos", llamada así porque existían tres tambos, ahora se llama Junín.
- Calle "Yungay", llamada ahora E. Aguirre.
- Calle "Mecapaca" [Meq'a Ph'aca], en recuerdo de una contienda cuando las luchas de la independencia, llamada ahora Ayacucho, en homenaje a la gran batalla por la independencia nacional.
- Calle del "Manzano", llamada así, porque en la casa sita en tal calle había un árbol de manzano, ahora G. More.
- Calle "Zepita", en recuerdo de la batalla de Zepita, ahora Bolívar.
- Calle "Cortado", llamada ahora Palacios.
- Calle "Retiro", ahora Ferrer.
- "Callejón de la Bayoneta", hoy con el mismo nombre.
- "Plaza Consistorial", hoy Plaza Grau, donde esta la Pila.
- "Plaza Regocijo",  hoy Plaza de Armas. En esta plaza se construyó la Municipalidad desde [sus] cimientos, primero de paja, después con calamina, llamada también Jatun Plaza.
- Después, a la calle paralela a la 2 de mayo se le puso el nombre de Potosí, que se conserva con el mismo nombre, como también la calle "2 de Mayo", en recuerdo del combate del 2 de mayo, en donde se sacrificaron muchos lampeños.